# Подмоље
Подмоље (мкд. Подмоље) је насеље у Северној Македонији, у југозападном делу државе. Подмоље припада општини Охрид.
Охридски аеродром „Свети Апостол Павле“ налази се у близини Подмоља.

## Географија
Насеље Подмоље је смештено у југозападном делу Северне Македоније. Од најближег града, Охрида, насеље је удаљено 3 km северозападно, па је у ствари његово предграђе.
Подмоље се налази у историјској области Охридски крај, која се обухвата источну и североисточну обалу Охридског језера. Насеље у невеликом Охридском пољу, које се пружа на североисточној страни Охридског језера. Северно од насеља се изидже побрђе Горенци. Надморска висина насеља је приближно 710 метара.
Клима у насељу, и поред знатне надморске висине, има жупне одлике, па је пре умерено континентална него планинска.

## Становништво
Подмоље је према последњем попису из 2002. године имало 331 становника. 
Већину становништва чине етнички Македонци (98%).
Већинска вероисповест је православље.